# Christian August von Friesen (Dompropst)
Christian August Freiherr von Friesen (* 12. Mai 1646 in Sulzbach; † 1681) war Reichshofrat und 1663–1681 Dompropst zu Meißen.

## Familie
Christian August stammte aus dem sächsischen Adelsgeschlecht von Friesen und war der Sohn des Rittergutsbesitzers Carl von Friesen (1619–1686) und dessen Ehefrau Justina geborene von Raaben (1619–1691). Er war mit Christina von Offenberg (1650–1687) verheiratet. Der kurfürstlich-sächsische General Christian August von Friesen (1674–1737) war sein Sohn. Der Diplomat und Direktor des Geheimen Rats Heinrich von Friesen war sein Onkel.

## Leben
Christian August Freiherr von Friesen zu Rotha und Rotta war kaiserlicher Hofrat, sächsischer Rat und Kammerherr, Präsident des Kapitels zu Meissen und Werra und Hauptmann der kurfürstlichen Präfekturen Hayna und Zabeltitz.
Am 24. Mai 1675 wurde Christian August Baron von Friesen mit dem Beinamen Jason II. als Mitglied (Matrikel-Nr. 56) in die Academia Naturae Curiosorum, die heutige Deutsche Akademie der Naturforscher Leopoldina, aufgenommen.